# Iouri Denissiouk
Iouri Nikolaïevitch Denissiouk (en russe : Юрий Николаевич Денисюк), né le 27 juillet 1927 à Sotchi et mort le 14 mai 2006 à Saint-Pétersbourg, est un physicien russe, membre de l'Académie des sciences de Russie, qui a participé à l'invention de l'holographie.